# Équipe des Pays-Bas féminine de cyclisme sur route

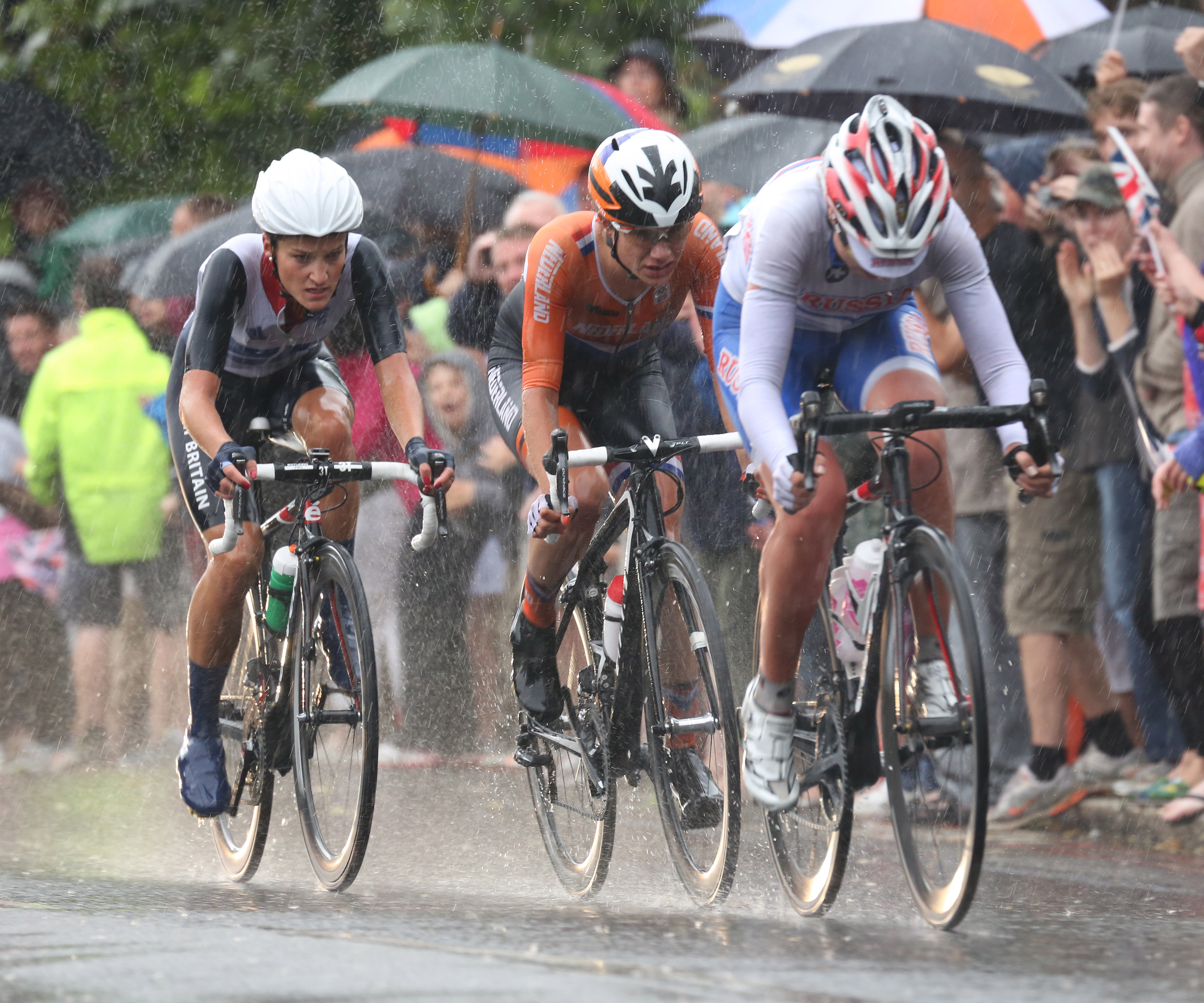
Marianne Vos, au centre avec le maillot de l'équipe des Pays-Bas, lors de la course en ligne des Jeux olympiques de Londres.

L'équipe des Pays-Bas féminine de cyclisme est la sélection de cyclistes néerlandaises, réunis lors de compétitions internationales (les championnats d'Europe, du monde et les Jeux olympiques notamment) sous l'égide de l'Union royale néerlandaise de cyclisme.

## Palmarès

### Jeux olympiques

#### Course en ligne

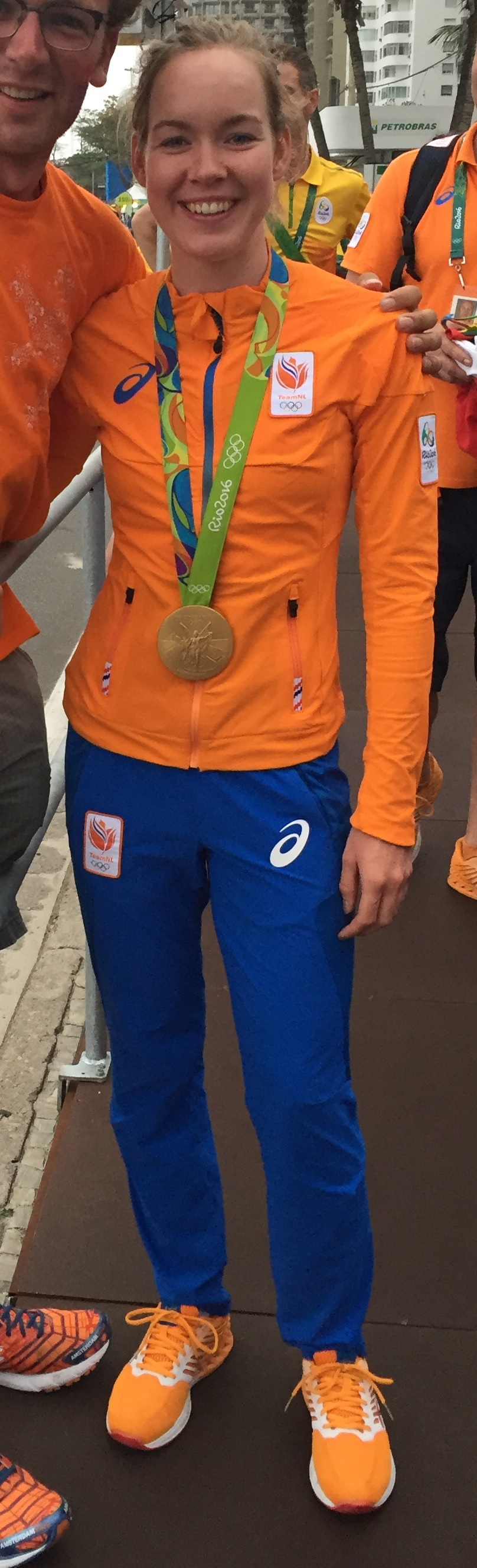
Anna van der Breggen après son titre olympique en 2016.

L'épreuve de course en ligne féminine est introduite aux Jeux olympiques en depuis 1984.
| Médaille d'or                                                                                           | Médaille d'argent                                   | Médaille de bronze    |
| --- | --------------------------------------------------- | --------------------- |
| - 1988 : Monique Knol - 2000 : Leontien van Moorsel - 2012 : Marianne Vos - 2016 : Anna van der Breggen | - 2020 : Annemiek van Vleuten - 2024 : Marianne Vos | - 1992 : Monique Knol |

#### Contre-la-montre individuel
L'épreuve de contre-la-montre individuel féminin est organisée aux Jeux olympiques depuis 1996.
| Médaille d'or                                                                             | Médaille d'argent | Médaille de bronze                                          |
| ----------------------------------------------------------------------------------------- | ----------------- | ----------------------------------------------------------- |
| - 2000 : Leontien van Moorsel - 2004 : Leontien van Moorsel - 2020 : Annemiek van Vleuten |                   | - 2016 : Anna van der Breggen - 2020 : Anna van der Breggen |

### Championnats du monde de cyclisme sur route

#### Course en ligne

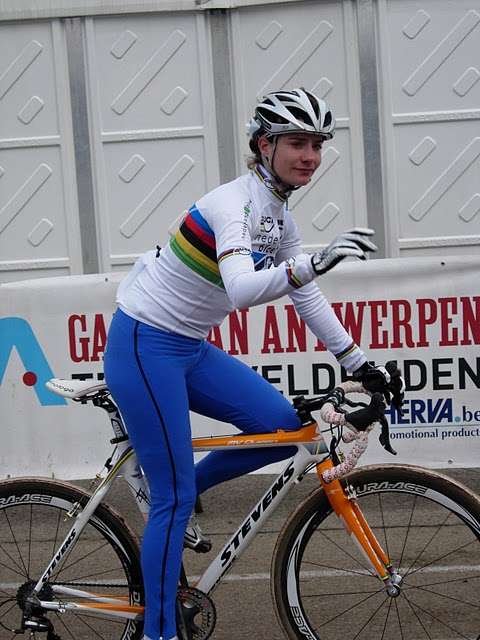
Marianne Vos avec le maillot de championne du monde 2006.

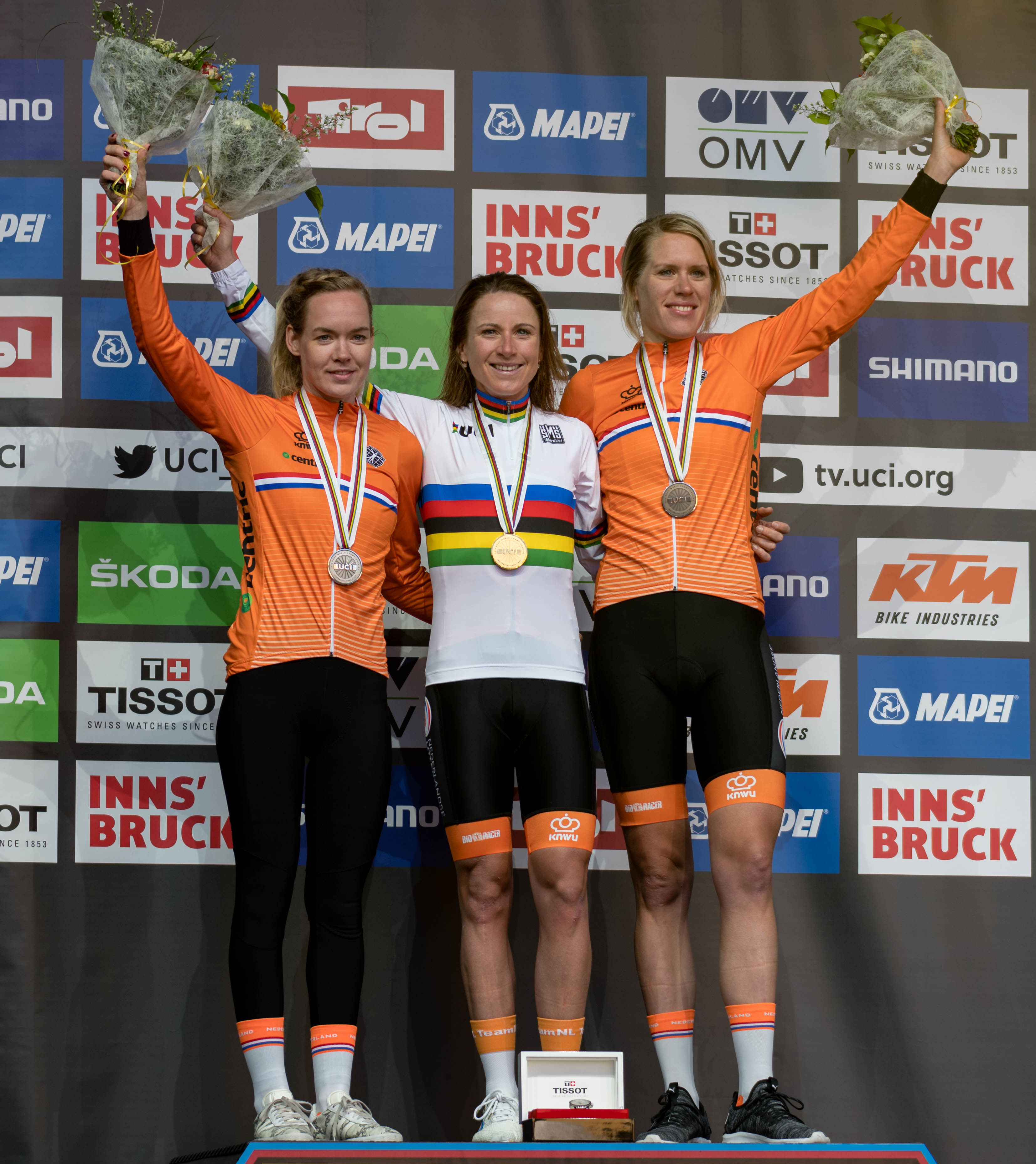
Annemiek van Vleuten, double championne du monde de contre-la-montre, sur le podium 100% néerlandais des mondiaux du contre-la-montre 2018.

Le championnat du monde de course en ligne féminin est organisé depuis 1958.
| Médaille d'or | Médaille d'argent | Médaille de bronze |
| --- | --- | --- |
| - 1968 : Keetie van Oosten-Hage - 1975 : Tineke Fopma - 1976 : Keetie van Oosten-Hage - 1979 : Petra de Bruin - 1991 : Leontien van Moorsel - 1993 : Leontien van Moorsel - 2006 : Marianne Vos - 2012 : Marianne Vos - 2013 : Marianne Vos - 2017 : Chantal Blaak - 2018 : Anna van der Breggen - 2019 : Annemiek van Vleuten - 2020 : Anna van der Breggen - 2022 : Annemiek van Vleuten | - 1966 : Keetie van Oosten-Hage - 1973 : Keetie van Oosten-Hage - 1987 : Heleen Hage - 1998 : Leontien van Moorsel - 2000 : Chantal Beltman - 2003 : Mirjam Melchers - 2007 : Marianne Vos - 2008 : Marianne Vos - 2009 : Marianne Vos - 2010 : Marianne Vos - 2011 : Marianne Vos - 2015 : Anna van der Breggen - 2016 : Kirsten Wild - 2019 : Anna van der Breggen - 2020 : Annemiek van Vleuten - 2021 : Marianne Vos - 2023 : Demi Vollering | - 1971 : Keetie van Oosten-Hage - 1974 : Keetie van Oosten-Hage - 1975 : Keetie van Oosten-Hage - 1977 : Minnie Brinkhof - 1978 : Keetie van Oosten-Hage - 1987 : Connie Meijer |

#### Contre-la-montre individuel
Le championnat du monde de contre-la-montre féminin est organisé depuis 1994.
| Médaille d'or | Médaille d'argent | Médaille de bronze                                                                                          |
| --- | --- | --- |
| - 1998 : Leontien van Moorsel - 1999 : Leontien van Moorsel - 2013 : Ellen van Dijk - 2017 : Annemiek van Vleuten - 2018 : Annemiek van Vleuten - 2020 : Anna van der Breggen - 2021 : Ellen van Dijk - 2022 : Ellen van Dijk | - 2015 : Anna van der Breggen - 2016 : Ellen van Dijk - 2017 : Anna van der Breggen - 2018 : Anna van der Breggen - 2019 : Anna van der Breggen | - 2018 : Ellen van Dijk - 2019 : Annemiek van Vleuten - 2020 : Ellen van Dijk - 2021 : Annemiek van Vleuten |

#### Contre-la-montre par équipes nationales
Le championnat du monde de contre-la-montre par équipes nationales est organisé à partir de 1987 à 1994.
| Médaille d'or                                                         | Médaille d'argent                                                 | Médaille de bronze |
| --------------------------------------------------------------------- | ----------------------------------------------------------------- | ------------------ |
| - 1990 : Leontien van Moorsel Monique Knol Cora Westland Astrid Schop | - 1991 : Monique De Bruin Monique Knol Astrid Schop Cora Westland |                    |

#### Contre-la-montre par équipes de relais mixte
Le championnat du monde de contre-la-montre par équipes de relais mixte est organisé à partir de 2019. Le temps des trois coureuses est additionné au temps des trois coureurs de l'équipe masculine.
| Médaille d'or                                                                                           | Médaille d'argent | Médaille de bronze |
| --- | ----------------- | ------------------ |
| - 2019 : ♂ Koen Bouwman ♂ Jos van Emden ♂ Bauke Mollema ♀ Lucinda Brand ♀ Riejanne Markus ♀ Amy Pieters |                   |                    |

### Championnats d'Europe de cyclisme sur route

#### Course en ligne

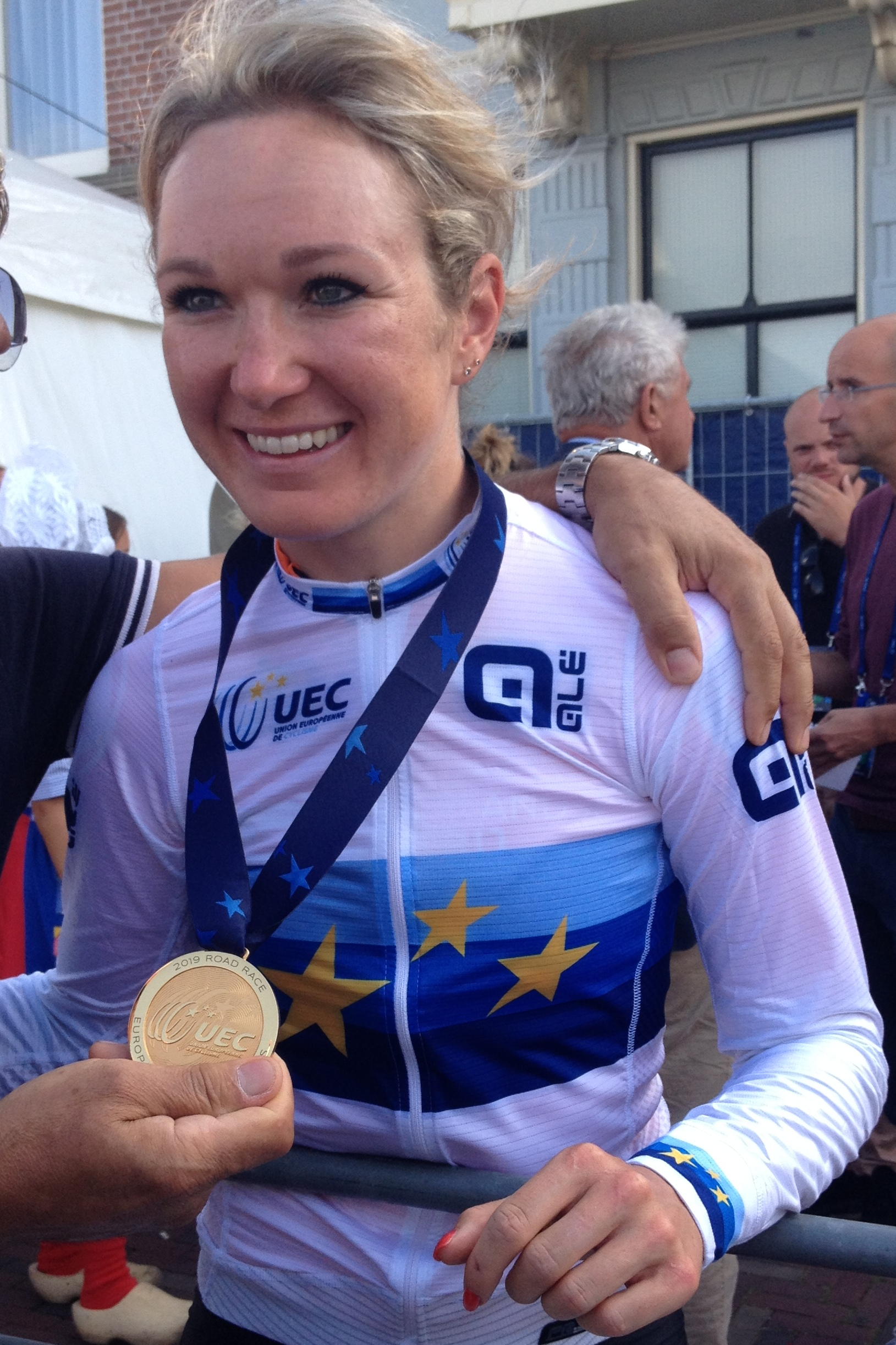
Amy Pieters, championne d'Europe de course en ligne en 2019.

Le championnat d'Europe de course en ligne féminin est organisé depuis 2016.
| Médaille d'or | Médaille d'argent                            | Médaille de bronze |
| --- | -------------------------------------------- | ------------------ |
| - 2016 : Anna van der Breggen - 2017 : Marianne Vos - 2019 : Amy Pieters - 2020 : Annemiek van Vleuten - 2021 : Ellen van Dijk - 2022 : Lorena Wiebes - 2023 : Mischa Bredewold | - 2018 : Marianne Vos - 2023 : Lorena Wiebes |                    |

#### Contre-la-montre individuel

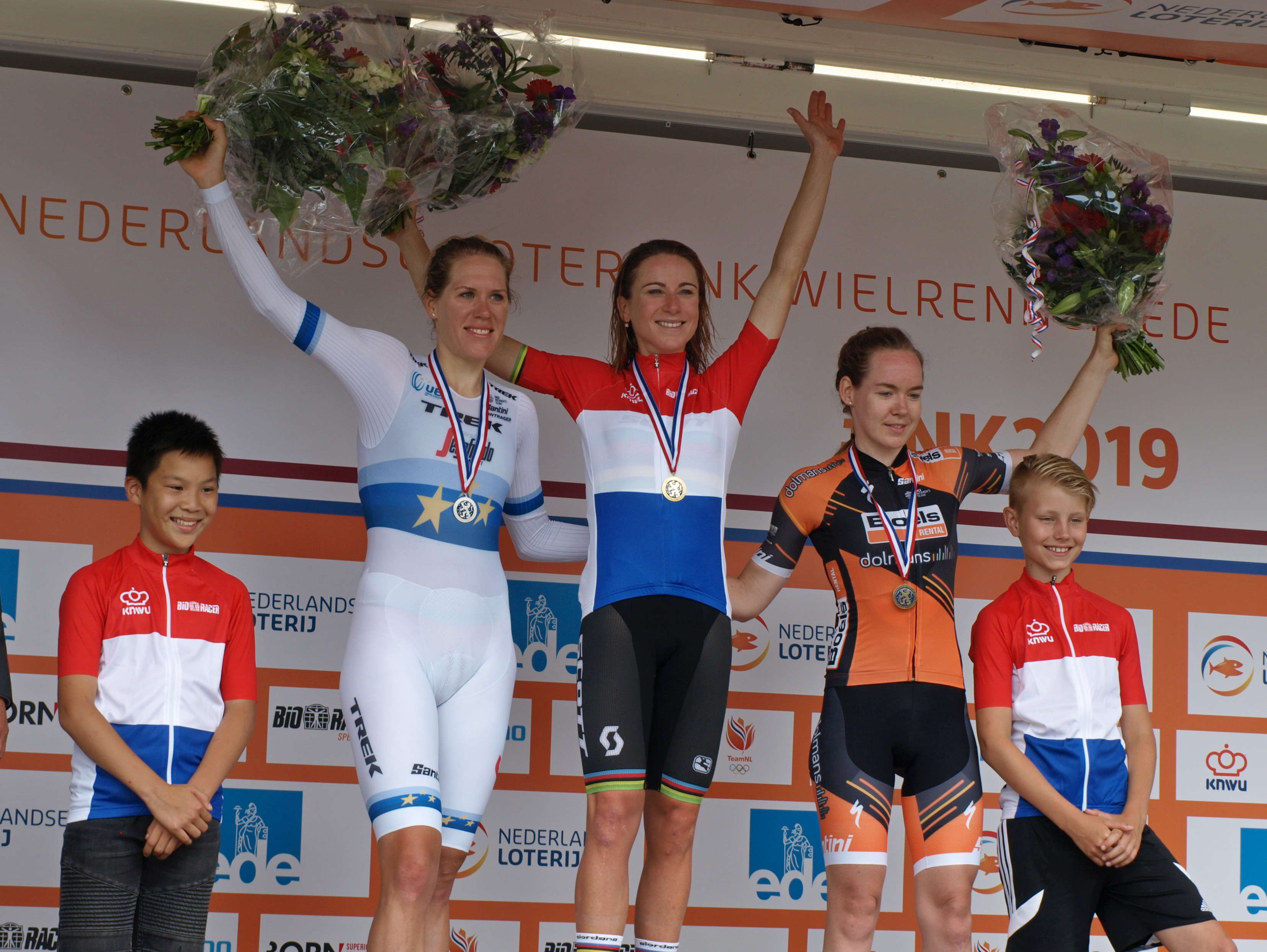
Ellen van Dijk en 2019 avec son maillot de championne d'Europe de contre-la-montre.

Le championnat d'Europe de contre-la-montre féminin est organisé depuis 2016.
| Médaille d'or | Médaille d'argent | Médaille de bronze                                                            |
| --- | --- | ----------------------------------------------------------------------------- |
| - 2016 : Ellen van Dijk - 2017 : Ellen van Dijk - 2018 : Ellen van Dijk - 2019 : Ellen van Dijk - 2020 : Anna van der Breggen | - 2016 : Anna van der Breggen - 2018 : Anna van der Breggen - 2020 : Ellen van Dijk - 2021 : Ellen van Dijk - 2022 : Ellen van Dijk | - 2017 : Anna van der Breggen - 2019 : Lucinda Brand - 2022 : Riejanne Markus |

#### Contre-la-montre par équipes de relais mixte
Le championnat d'Europe de contre-la-montre par équipes de relais mixte est organisé à partir de 2019. Le temps des trois coureuses est additionné au temps des trois coureurs de l'équipe masculine.
| Médaille d'or                                                                                                | Médaille d'argent | Médaille de bronze                                                                                        |
| --- | ----------------- | --- |
| - 2019 : ♂ Koen Bouwman ♂ Bauke Mollema ♂ Ramon Sinkeldam ♀ Floortje Mackaij ♀ Riejanne Markus ♀ Amy Pieters |                   | - 2021 : ♂ Koen Bouwman ♂ Jos van Emden ♂ Bauke Mollema ♀ Floortje Mackaij ♀ Amy Pieters ♀ Demi Vollering |

## Sélectionneurs
- 2017-2018 : Thorwald Veneberg
- 2019- : Loes Gunnewijk